# Augusta (Kansas)
Augusta é uma cidade localizada no estado americano de Kansas, no Condado de Butler.

## Demografia
Segundo o censo americano de 2000, a sua população era de 8423 habitantes. 
Em 2006, foi estimada uma população de 8696, um aumento de 273 (3.2%).

## Geografia
De acordo com o United States Census Bureau tem uma área de 
11,4 km², dos quais 10,4 km² cobertos por terra e 1,0 km² cobertos por água. Augusta localiza-se a aproximadamente 406 m acima do nível do mar.

## Localidades na vizinhança
O diagrama seguinte representa as localidades num raio de 20 km ao redor de Augusta. 